# Palermská stupnice
Palermská stupnice (anglicky Palermo Technical Impact Hazard Scale) je logaritmická stupnice používaná astronomy pro klasifikaci potenciálního nebezpečí zásahu Země blízkozemním objektem. Kombinuje dvě vstupní veličiny – pravděpodobnost zásahu a odhadovanou kinetickou energii – do jedné hodnoty. Hodnocení 0 znamená, že nebezpečí je velké jako běžné nebezpečí (definované jako průměrná hrozba objektů stejné velikosti nebo větších až do doby možného dopadu). Hodnocení +2 by znamenalo, že srážka je stokrát pravděpodobnější než náhodná běžná událost. Podobná, avšak méně komplexní stupnice je Turínská stupnice určená pro jednoduchý popis v nevědeckých médiích.
Hodnota palermské stupnice, P, je definována jako dekadický logaritmus poměru pravděpodobnosti dopadu pi k pravděpodobnosti běžného dopadu během času v letech T k události:
{\displaystyle P=\log _{10}{\frac {p_{i}}{f_{B}T}}}
Roční běžná frekvence dopadů je pro tyto účely definována jako:
{\displaystyle f_{B}=0{,}03E^{-0{,}8}\;}
kde energie E je v megatunách.
K březnu 2006 nejvyšší hodnotu na Palermské stupnici má planetka (29075) 1950 DA, s hodnotou 0,17 pro možnou srážku v roce 2880.